# Бенедиктов, Станислав Бенедиктович
Станисла́в Бенеди́ктович Бенеди́ктов (8 июня 1944, Москва, СССР — 10 ноября 2022, Москва, Россия) — советский и российский театральный художник, сценограф, педагог, профессор. С 1985 года до конца жизни — главный художник Российского академического молодёжного театра. Народный художник Российской Федерации (1996). Академик РАХ (2017). Лауреат Государственной премии РСФСР им. К. С. Станиславского (1985). Член Союза художников СССР с 1976 года.

## Биография
Родился 8 июня 1944 года в Москве. По собственным словам его мать Евдокия Ивановна Жукова (близкая родственница маршала Жукова) умерла когда Станиславу было 3 года. Воспитывался бабушкой.
Окончил МГАХИ имени В. И. Сурикова по специальности художник-живописец в 1973 году. Окончил Московское художественное училище памяти 1905 года (ученик Т. И. Сельвинской, занимался у академика В. Рындина и М. Курилко), где с 1973 по 1977 год работал преподавателем, выпустил курс театральных художников.
С 1977 по 1984 был главным художником Театра юного зрителя имени Н. А. Островского (г. Киров), где оформил множество спектаклей, в том числе: «Молодая гвардия» А. А. Фадеева, «Снежная королева» Е. Л. Шварца и др. За оформление спектакля «20 лет спустя» удостоен Премии ЦК ВЛКСМ Кировской области.
В 1980 году пришёл работать в РАМТ, с 1985 по 2022 год являлся его главным художником.
Скончался 10 ноября 2022 года в Москве, на 79-м году жизни.
В понедельник, 14 ноября 2022 года, в РАМТе прошла церемония прощания с Бенедиктовым. Похоронен на Троекуровском кладбище.

## Театральные работы

### МХАТ
- «Уходя, оглянись»
- «Эльдорадо»
- «Призраки среди нас»

### Малый театр
- «Головокружение»
- «Вызов»
- 2009 — «Мольер» по пьсе М. Булгакова «Кабала святош», реж. Е. Драгунов
- 2013 — «Как обмануть государство» по пьесе «Школа налогоплательщика» Л. Вернеля и Ж. Берра, реж. В. Бейлис
- 2014 — «Восемь любящих женщин» Р. Тома, реж. В. Бейлис

### Большой театр
- «Деревянный принц»
- «Рыцарь печального образа»
- «Эскизы»
- «Кармен» Ж. Бизе (2015)

### МАМТ театре им. К. С. Станиславского и В. И. Немировича-Данченко
- «Старший сын» А. В. Вампилова
- «Отелло» Дж. Верди

### Кремлёвский балет
- «Наполеон Бонапарт» Т. Н. Хренникова
- «Лебединое озеро» П. И. Чайковского
- «Невский проспект»
- «Снегурочка» П. И. Чайковского
- Спящая красавица П. И. Чайковского

### Софийский оперный театр
- «Снегурочка» П. И. Чайковского

### Берлинский театр «Фройндшафт»
- «Крестики-нолики»

### Национальный театр Рейкьявика
- «Отцы и дети» И. С. Тургенева, реж. А. В. Бородин
- «Бесы» Ф. М. Достоевский, реж. А. В. Бородин

### Екатеринбургский театр оперы и балета
- 2008 — «Каменный цветок» С. С. Прокофьева
- 2009 — «Жизель» А. Адана

### Спектакли РАМТа
- 1980 — «Три Толстяка» Ю. К. Олеши, реж. А. В. Бородин
- 1981 — «Прости меня» В. П. Астафьева, реж. А. В. Бородин
- 1981 — «Антон и другие» А. Казанцева, реж. А. В. Бородин
- 1982 — «Поздний ребёнок» А. Г. Алексина, реж. А. В. Бородин
- 1983 — «Отверженные» В. Гюго, дилогия Н. Воронова, реж. А. В. Бородин
- 1984 — «Малыш» А. и Б. Стругацких, пьеса Д. Даниловой, реж. А. В. Бородин
- 1985 — «Алеша» Г. Н. Чухрая, В. И. Ежова, реж. А. Бородин
- 1985 — «Ловушка 46, рост 2-й» Ю. П. Щекочихина, реж. А. В. Бородин
- 1986 — «Сон с продолжением» С. В. Михалкова, реж. А. В. Бородин
- 1987 — «Крестики-нолики» А. Червинский, реж. А. В. Бородин
- 1987 — «Соучастники» П. Соколова, реж. Е. Фридман
- 1988 — «Баня» В. В. Маяковского, реж. А. В. Бородин
- 1989 — «Между небом и землей жаворонок вьется» Ю. П. Щекочихина, реж. А. В. Бородин, А. Некрасова
- 1989 — «Любовь к трем апельсинам», О. А. Юрьева по Карло Гоцци, реж. С. М. Митин
- 1990 — «Дома», В. Розов, реж. А. В. Бородин, С. Розов
- 1990 — «Снежная королева», Е. Л. Шварца, реж. А. Некрасова
- 1992 — «Король Лир», У. Шекспир, ре. А. Бородин, А. Некрасова
- 1993 — «Жизнь впереди», Э. Ажар, реж. В. Богатырёв
- 1993 — «Береника» Ж. Расина, реж. А. В. Бородин
- 1994 — «Капитанская дочка», А. С. Пушкина, реж. Ю. Еремин
- 1994 — «Большие надежды», Ч. Диккенса, реж. А. В. Бородин, А. Некрасова
- 1995 — «Одна ночь» Е. Л. Шварца, реж. А. В. Бородин
- 1996 — «Маленький лорд Фаунтлерой» Ф. Бернетта, реж. А. Некрасова
- 1997 — «Зеленая птичка» Карло Гоцци, реж. Ф. Берман
- 1997 — «Модная лавка» И. Крылова, реж. Е. Долгина
- 1998 — «Здесь живут люди» А. Фугарда, реж. О. Якушкина
- 1999 — «Марсианские хроники» Р. Брэдбери, реж. А. Бородин
- 1999 — «Ромео и Джульетта» Шекспира, реж. М. Шевчук
- 2000 — «Дневник Анны Франк» Ф. Гудрича и А. Хаккета, реж. А. В. Бородин
- 2001 — «Лоренцаччо» А. де Мюссе реж. А. В. Бородин
- 2002 — «Эраст Фандорин», Б. Акунин, реж. А. Бородин
- 2004 — «Вишневый сад», А. П. Чехов, реж. А. В. Бородин
- 2005 — «Инь и Я. Белая версия», Б. Акунин, реж. А. В. Бородин
- 2005 — «Инь и Ян. Чёрная версия» Б. Акунина, реж. А. В. Бородин
- 2006 — «Золушка» Е. Л. Шварца, реж. А. В. Бородин
- 2007 — «Берег утопии» Т. Стоппарда, реж. А. В. Бородин (+ работа в качестве художника по костюмам в части «Кораблекрушение»)
- 2009 — «Портрет» Н. В. Гоголя, реж. А. В. Бородин
- 2010 — «Алые паруса» М. И. Дунаевского, М. Бартенева, А. Усачева, реж. А. В. Бородин
- 2010 — «Чехов-GALA» А. П. Чехова, реж. А. В. Бородин
- 2012 — «Участь Электры» Ю. О’Нила, реж. А. В. Бородин
- 2013 — «Мушкетёры» А. Дюма, реж. А. И. Рыклин
- 2014 — «Нюрнберг» Э. Манн, реж. А. В. Бородин

## Награды и звания
- Орден Почёта (14 января 2002 года) — за многолетнюю плодотворную деятельность в области культуры и искусства, большой вклад в укрепление дружбы и сотрудничества между народами[5]
- Орден Дружбы (28 марта 2019 года) — за большой вклад в развитие отечественной культуры и искусства, средств массовой информации, многолетнюю плодотворную деятельность[6]
- Народный художник Российской Федерации (9 апреля 1996 года) — за большие заслуги в области искусства[7]
- Заслуженный художник РСФСР (8 июня 1989 года) — за заслуги в области советского искусства[8]
- Государственная премия РСФСР имени К. С. Станиславского (1985) — за оформление спектакля «Отверженные» В. Гюго
- Почётная грамота Президента Российской Федерации (5 декабря 2016 года) — за заслуги в развитии культуры и многолетнюю плодотворную деятельность[9]
- Орден Петра Великого Третьей степени[10]
- номинант премии «Золотая маска» в номинации «Лучшая работа художника» за спектакль «Берег Утопии» (2009)
- две премии Москвы
- лауреат премии Станиславского в номинации «За вклад в искусство русской сценографии» (2013)[11]
- лауреат премии «Золотая маска» в номинации «За выдающийся вклад в развитие театрального искусства» (2022)[12].

## Личная жизнь
С будущей женой Нелли познакомился в семнадцать лет, в 1961 году. Есть 2 сына, ставшие писателем и врачом.